# 沙克里弗希爾斯 (新澤西州)
沙克里弗希爾斯（英語：Shark River Hills）是位於美國新澤西州蒙茅斯縣的普查規定居民點。

## 人口
根據2020年美國人口普查的數據，沙克里弗希爾斯的面積為3.18平方千米，當中陸地面積為2.22平方千米，而水域面積為0.96平方千米。當地共有人口3583人，而人口密度為每平方千米1,126.73人。